# Bunkot
Bunkot (nepalski: बुङकोत) – gaun wikas samiti w zachodniej części Nepalu w strefie Gandaki w dystrykcie Gorkha. Według nepalskiego spisu powszechnego z 2001 roku liczył on 1483 gospodarstw domowych i 7478 mieszkańców (4183 kobiet i 3295 mężczyzn).